# Forges et chantiers de la Méditerranée
Форж э шантье́ де ла Медитерране́ (фр. Forges et chantiers de la Méditerranée — «Кузницы и верфи Средиземноморья», аббревиатура FCM, а также Société nouvelle des forges et chantiers de la Méditerranée — «Новое общество кузниц и верфей Средиземноморья») — бывшая французская судостроительная компания в Ла-Сен-сюр-Мер, неподалёку от Тулона.

## История
В 1835 году английский инженер Филипп Тейлор основал в Монпенти (Menpenti, ныне — район 10-го округа Марселя) завод по производству паровых машин и в том числе судовых двигателей. В 1845 году он купил верфь «Chantiers de la Seyne» в Ла-Сен-сюр-Мер. С 1845 по 1848 год численность рабочих выросла с 200 до 1300 человек. Развитию бизнеса способствует, в частности, развитие речного транспорта и пароходного сообщения, рост средиземноморской торговли, индустриализация северной Италии, а также захват и колонизация Алжира. Тейлор пережил экономический кризис 1848 года и в 1853 году основал «Compagnie des forges et chantiers de la Méditerranée», интегрированную судостроительную компанию. Компания объединила три общества: «Forges de la Capelette» в La Capelette (район 10-го округа Марселя) — производителя листового проката и труб, завод в Монпенти, выпускающий паровые котлы и двигатели, и «Chantiers de La Seyne» — кораблестроительную верфь.
В 1855 году Филипп Тейлор продал компанию консорциуму во главе которого был Луи Анри Арман Беик, один из руководителей судоходной компании Cie. des services messageries Imperiales. В следующем году компания была преобразована в публичное акционерное общество (société anonyme) с уставным капиталом в 4 миллиона франков и стала называться «Société nouvelle des forges et chantiers de la Méditerranée» («Новое общество кузниц и верфей Средиземноморья»). Беик течение 35 лет оставался у руля компании.
В течение нескольких лет были построены цеха по производству броневых плит, листового проката и котельные мастерские. Компания начала строить военные корабли для России, Италии, Бразилии и других стран.
В 1871—1872 годах компания приобрела ряд предприятий в Гавре, включая судостроительный завод в Гравиль-Сант-Онорин (Graville-Sainte-Honorine, c 1919 года часть Гавра) и завод «Cie Anonyme des Chantiers de l’Océan» братьев Мазелин (Mazeline) в Гавре, выпускавший двигатели и винты.
Вся группа активно участвует в программе перевооружения артиллерии французской армии, начиная с франко-прусской войны и вплоть до Первой мировой. Начиная с 1917 года, компания даже строит танки.
Бомбардировки производственных цехов во вторую мировую войну прервали работу предприятия.
После войны предпринимаются усилия по модернизации производств. Кризис судостроения во Франции, начиная с 1959 года, приводит отрасль в упадок. Спрос на боевые корабли сократился, крупные верфи стали закрываться. «Forges et chantiers de la Méditerranée» с 1 июля 1966 года прекращает работу.
Компания возобновила деятельность под наименованием «Корабельные и промышленные конструкции Средиземноморья» (Constructions navales et industrielles de la Méditerranée — CNIM), с 1982 года называется Constructions industrielles de la Méditerranée S.A..

## Построенные корабли и суда
- Испанский броненосец Numancia (1865) (первый в мире броненосец, совершивший успешное кругосветное плавание)
- Прусский броненосец SMS Friedrich Carl[англ.] (1867)
- Трёхмачтовый барк в железном корпусе «Tamaris» (1868)
- Испанский монитор Puigcerdá[англ.] (1874)
- Греческий парусно-паровой крейсер Navarhos Miaoulis (1878)
- Французский пассажирский лайнер La Bourgogne (1885)
- Испанский броненосец Pelayo (1888)
- Чилийский броненосец Capitán Prat (1889)
- Греческий броненосец Spetsai (1889)
- Японский бронепалубный крейсер «Мацусима» (1890)
- Японский бронепалубный крейсер «Ицукусима» (1890)
- Мексиканский корвет Zaragoza[англ.] (1891)
- Французский бронепалубный крейсер D’Entrecasteaux (1896)
- Русский бронепалубный крейсер «Светлана» (1896)
- Французский бронепалубный крейсер Catinat (1896)
- Французский бронепалубный крейсер Châteaurenault (1898)
- Французский броненосный крейсер Montcalm (1900)
- Русский крейсер «Баян» (1900)
- Русский броненосец «Цесаревич» (1901)
- Французский дредноут Paris (1902) серии линкоров «Курбэ»
- Русский крейсер «Адмирал Макаров» (1906)
- Британское госпитальное судно HMHS Salta[англ.] (1911)
- Французский пассажирский лайнер Patria (1913)
- Французский пассажирский лайнер Providence (1915)
- Французский авианосец Béarn (1920)
- Французский пассажирские лайнеры Djenné (1931) и El Mansour (1932)
- Лидеры эсминцев ВМФ Франции типа «Ле Фантаск»: Le Malin и L’Indomptable (1933)
- Французский лёгкий крейсер Montcalm[англ.] (1935)
- Последний французский плавучий маяк Le Sandettié (1947)
- Круизное судно Sagafjord[англ.] (1965)
- Автомобильный паром Fred Scamaroni (1965)

## Танки
- FCM A
- FCM 1A
- FCM 1B
- FCM 2C
- FCM F1
- FCM F4
- FCM 21
- CHAR D’ARRET
- FCM 36
- FCM 50t